# Phelps-sarlósfecske
A Phelps-sarlósfecske (Streptoprocne phelpsi) a madarak osztályának a sarlósfecske-alakúak (Apodiformes) rendjébe és a sarlósfecskefélék (Apodidae) családjába tartozó faj.

## Rendszerezése
A fajt Charles T. Collins  írta le 1972-ben, a Cypseloides nembe Cypseloides phelpsi néven.

## Előfordulása
Dél-Amerika északi részén, Brazília,  Guyana és Venezuela területén honos. A természetes élőhelye szubtrópusi és trópusi síkvidéki- és hegyi esőerdők, valamint füves puszták. Állandó, nem vonuló faj.

## Megjelenése
Testhossza 16,5 centiméter, testtömege 20–24 gramm.

## Természetvédelmi helyzete
Az elterjedési területe rendkívül elég nagy, egyedszáma viszont csökken, de  még nem éri el a kritikus szintet. A Természetvédelmi Világszövetség Vörös listáján nem fenyegetett fajként szerepel.

## Külső hivatkozások
- Képek az interneten a fajról
- Xeno-canto.org - a faj hangja és elterjedési területe